# Altea (mitologia)
Altea (także Altaja; gr. Ἀλθαία Althaía, łac. Althaea) – w mitologii greckiej królowa Kalidonu.
Uchodziła za córkę Testiosa i siostrę Ledy. Była żoną Ojneusa oraz matką Dejaniry i Meleagra. Po śmierci syna z rozpaczy oszalała lub popełniła samobójstwo.